# バルテュス ティアの輝き
『バルテュス ティアの輝き』（バルテュス ティアのかがやき）は、1988年5月25日に発売されたアダルトアニメ作品。企画・製作はフレンズ、収録時間は約30分。VHSとLDで発売された。
1997年9月19日には、『リヨン伝説フレア』のDVD版『リヨン伝説フレアPLUS』へのカップリングという形でDVD化された。
2015年8月28日には、EDGEによる単品DVDが発売された。

## 概要
1980年代にアダルトビデオメーカーとして知られた宇宙企画が『リヨン伝説フレア』に続いて製作した、アダルトアニメ第2作である。
スタジオジブリ作品の『天空の城ラピュタ』に似通った絵柄や設定でも知られる。実際、スタジオジブリのスタッフが数人参加したとも噂されており、井坂十蔵の著書には「（ジブリが）参加したスタッフを『切った』とも伝えられる」との記述がある。

## あらすじ
ある日、ルジュテという村に一人の少年ユードが流れ着く。そして彼を見つけて介抱する少女ティア。巨大工場都市バルテュスに起こった反乱事件。それに巻き込まれたティアは、支配者モーロックに囚われる。

## 登場人物
ティア
声 - 高田由美
ルジュテという村で暮らしている面倒見の良い少女。アルフォンスの妹。左手首に不思議な石をはめたブレスレットを着けている。
モーロックに囚われ、強姦される。
ユード
声 - 関俊彦
巨大工場都市・バルテュスに住んでいた少年。反乱軍の一人。ルジュテという村に流れ着いたところを、ティアに助けられる。
モーロック
声 - 玄田哲章
バルテュスの支配者の男で、仮面を付けている。ティアを強姦する。
アルフォンス
声 - 小杉十郎太
ティアの兄。反乱軍の一人で、ユードの兄的存在。ユードと一緒にロボットを作っていたが、モーロックに殺される。

## スタッフ
- 監督・メカデザイン協力 - 牧野行洋
- 作画監督・キャラクターデザイン - ふるたしょうじ
- プロデューサー - 丸山新
- アニメーション製作 - 草間アート

## 主題歌
エンディングテーマ「MEMORIES」
歌 - 小野由美

### 出版
- 『バルテュス　ティアの輝き』英知出版「ロマン・アニメ・シリーズ」、1988年7月